# Severomorsk

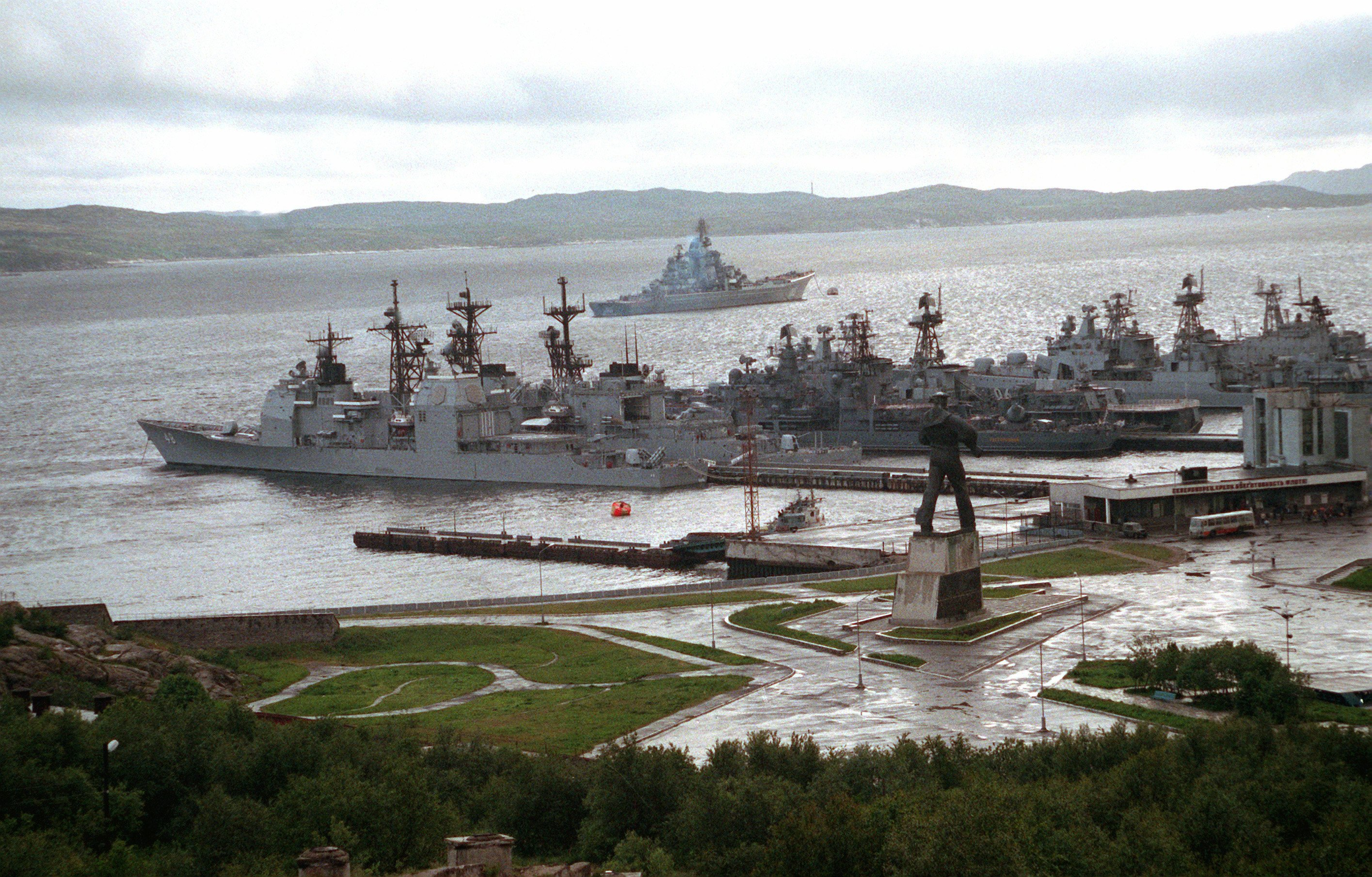
O USS Yorktown (CG-48) ancorado em Severomorsk.

Severomorsk (em russo:  Североморск), é uma cidade fechada localizada no Oblast de Murmansque, Rússia, localizada a 25 km ao norte da cidade de Murmansque. Em 2010 a população da cidade era de 50.060 habitantes, e no ano de 1989 a população era de 62.120 habitantes.